# カイリー・ミノーグ
カイリー・アン・ミノーグ OBE（Kylie Ann Minogue, OBE, 1968年5月28日 - ）は、オーストラリア・ビクトリア州メルボルン生まれのシンガーソングライター、女優、実業家である。身長153cm。妹のダニー・ミノーグもポップ歌手である。
革新的なダンス音楽やファッションで世界的に人気を集め、「ラッキー・ラヴ」「熱く胸を焦がして」「パダム・パダム」といったヒット曲を発表。音楽作品の総売上枚数は2025年時点で2億5,000万枚以上。

## 略歴
1979年に「ザ・サリヴァンス」に出演し子役として女優デビュー、1987年には歌手デビューもし、母国オーストラリアやイギリスを中心に大ヒットを数多く飛ばす。一時は「低迷期」と呼ばれる時期もあったが2000年代に入って復活。2001年に発表したアルバム『フィーヴァー』とシングル「熱く胸を焦がして」が大成功して以降はその歌唱力と美術センスや、コンサートでのカイリーの「腰振り」にも話題が集まるようになった。2023年にはシングル「パダム・パダム」が世界的なバイラル・ヒットとなり、20年ぶりのグラミー賞受賞を果たした。また、歌手活動と平行して女優活動や香水などのプロデュース、ワインの生産から販売も行っている。
また音楽活動を自由に展開するため自身のレーベル「Darenote」を2007年に設立し、楽曲著作管理からプロダクツ全般の著作管理を行なっており、自身に関する著作物全てにおいて彼女のチェックなしに市場へ出ることは無いとされている。
2018年の『ゴールデン』から2024年の『テンションII』まで5作連続でイギリスとオーストラリア両方のアルバムチャートで首位を獲得しており、特に2020年のアルバム『ディスコ』の首位によってイギリスでは1980年代から2020年代まで5年代で1位を獲得した最初のアーティストになった。
ゲイ・アイコンの代表的な一人としても知られている。
その他のヒット曲に「ロコモーション」「悪魔に抱かれて」「スロウ」など、日本ではWinkもカバーした「愛が止まらない 〜ターン・イット・イントゥ・ラヴ〜」も有名。
2021年現在は英国からオーストラリアに住居をUターン移住し、活動している。総資産は2025年時点で120億円。

## 来歴

### 1968-1992:誕生からPWL時代
1968年5月28日、オーストラリア・メルボルンで生まれた。父親のロナルド・チャールズ・ミノーグ（Ronald Charles Minogue）は会計士でアイルランド系、母親のキャロル・ミノーグ（Carol Minogue）はウェールズ系。妹のダニーの他に、末弟のブレンダン・ミノーグの5人家族。ブレンダンの息子で甥っ子のチャーリー・ミノーグ（Charlie Minogue）、ダニーの息子エドワード・ミノーグがいる。
1980年、オーストラリアのTV番組『スカイウェイズ』に子役として出演した。
1986年2月24日から、オーストラリアの人気ドラマ『ネイヴァーズ』にシャーリーンの役で出演し人気を博した。
1987年3月、人気女優としてオーストラリアの『ロギー・アワード』銀賞を獲得した。
同年7月、オーストラリアのマッシュルームレコードから、リトル・エヴァ（Little Eva）のカバー曲「ロコモーション」でデビューした。カイリーのカバー曲は、ビルボード（Billboard）誌の週間チャートにおいて1988年11月12日付で最高位の第3位まで上昇した。1988年年間チャートでは第51位だった。ビルボード誌の集計では2012年現在までにおけるカイリー・ミノーグ最大のチャートヒットである。本国オーストラリアでは7週連続1位の大ヒットとなった。
1988年1月、イギリスとオーストラリアでセカンドシングル（“世界デビュー曲”と呼ばれることも多い）「ラッキー・ラヴ」を発売し、イギリスのヒットチャートで6週連続1位を記録。「ラッキー・ラヴ」は、イギリスのソングライト&プロデューサーチームであるストック・エイトキン・ウォーターマン（Stock-Aitken-Waterman）のプロデュースで、発売したレコード会社も彼らのレーベルPWLである。同年7月にはデビューアルバム『ラッキー・ラヴ』（全英1位初登場、全英年間売上第1位）を発表、全英チャート初登場から8週連続1位を独走する大ヒットとなった。アルバムからは「恋は急がず」、「涙色の雨(ジュ・ヌ・セ・パ・プークワ)」など大ヒットを連発。また、日本では「愛が止まらない 〜ターン・イット・イントゥ・ラヴ〜」がデビューアルバムから独自にシングルカットされ、当時絶大な人気を誇っていたアイドルWinkがカバーした相乗効果もあり大ヒットした。
1989年、2ndアルバム『エンジョイ・ユアセルフ』を発表、アルバムは2作連続の全英1位に輝いた。
同年にはスクリーンデビュー作「恋に走って」に主演し、オーストラリア、イギリスで大ヒットとなり、カイリーが担当した主題歌「ティアーズ・オン・マイ・ピロー」も大ヒットした。日本では劇場未公開だが映像作品化されている。
1990年、3rdアルバム『リズム・オブ・ラヴ』を発表、翌年には4thアルバム『あなたも、M?』を発売した。
1992年、初のベストアルバムとなった『グレイテスト・ヒッツ』(全英1位初登場)を最後にカイリーはデコンストラクションへと移籍する。

### 1994-1998:デコンストラクション時代
1990年代以降、アイドル路線から歌唱力に比重を置いたプロモーションに変更したが、人気は逆に低迷してしまう。この間にアメリカ映画『ストリートファイター』（1994年）にキャミィ役で出演する。この映画ではほぼスタントなしでアクション演技を披露した。
1994年、5thアルバムとなる『カイリー・ミノーグ』(全豪3位初登場、全英4位)を発表。アルバム名に自分の名前を冠したこの作品はカイリーの再デビューとでもいうべき、記念碑的な作品となる。
1997年にはデコンストラクションでの第二作目となる『インポッシブル・プリンセス』(全豪4位、全英10位)を発表した。この作品はインディーロックやトリップホップなどを盛り込んだ野心的な作品となった。しかしシングル・ヒットも出ずアルバム自体の売り上げも大きく伸び悩んだ。そしてカイリーは再度移籍することとなる。

### 1999-2005:パーロフォンへの移籍と『フィーヴァー』の大成功

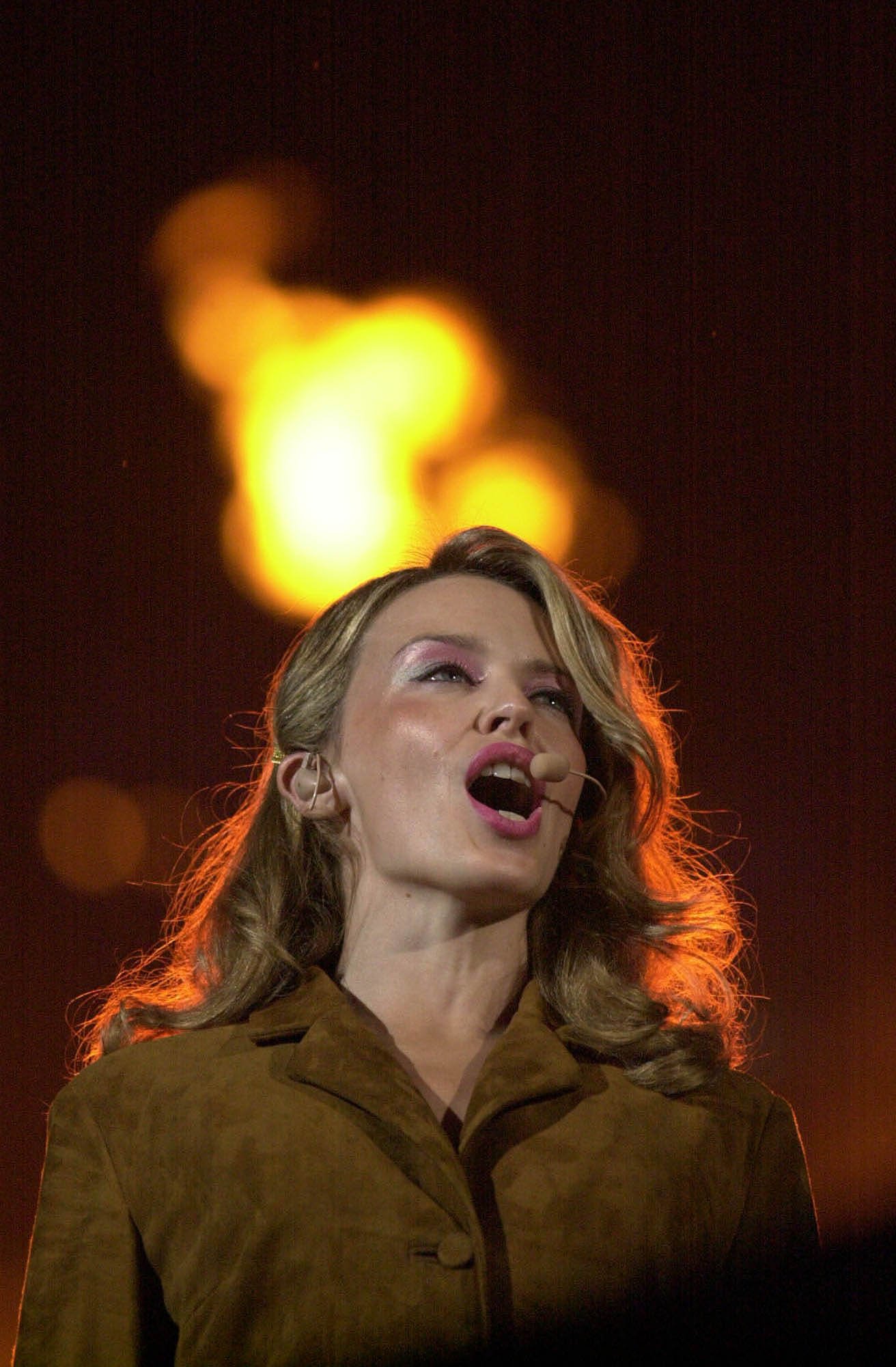
シドニーパラリンピックで歌唱するカイリー（2000年）

1999年、EMI傘下のパーロフォンに移籍。自身のアルバム発表に先駆け、同じくパーロフォン所属のペット・ショップ・ボーイズの楽曲"In Denial"（アルバム『ナイトライフ』収録）にゲスト参加する。
2000年、移籍後初のアルバム『ライト・イヤーズ』を発表。リードシングル「スピニング・アラウンド」が10年ぶりに全英シングルチャートで1位を獲得し劇的な復活を遂げ、「オン・ア・ナイト・ライク・ディス」(全英2位)やロビー・ウィリアムズとの「キッズ」(全英2位)など後続のシングルカットも次々ヒットして第2の黄金期を創出する。また、「スピニング・アラウンド」のミュージック・ビデオで見せたゴールドのホットパンツや、同年オーストラリアで開催されたシドニーオリンピック閉会式での歌唱も話題となった、カイリーはパラリンピックの開会式でも歌唱している。

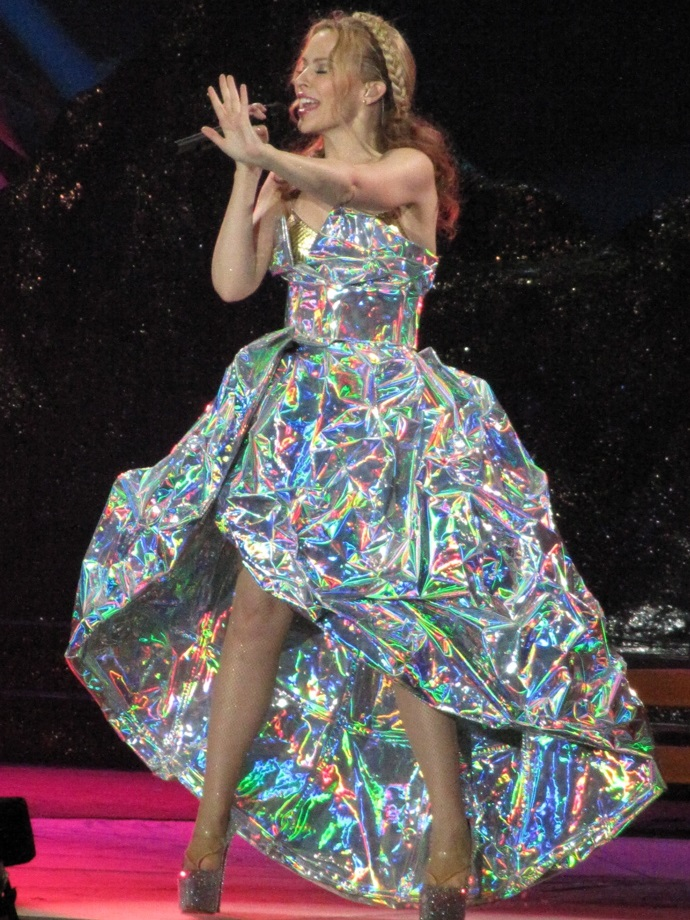
2011年のツアーで「熱く胸を焦がして」を披露するカイリー

追い風に乗ったカイリーは2001年にアルバム『フィーヴァー』を発表。リードシングル「熱く胸を焦がして」は全英1位に輝いたのみならず世界中でナンバーワンを獲得、約1200万枚と彼女のキャリア史上最大のセールスを挙げた。そして、このシングルは2001年で世界一の売り上げを記録した。また、2002年に入ってアメリカでも大ヒット（ビルボードでは最高7位、ダンスチャートでは初の1位に輝いた）。さらに「フィーヴァー」は全英アルバムチャートで9年ぶりの首位を獲得するだけでなく、全米でも3位まで上昇するなどデビュー当時を上回る人気を獲得した。カイリーのアルバムが全米ビルボードのアルバムチャートTOP3にチャートインするのはこれが初であった。このアルバムからは他にも「イン・ユア・アイズ」(全英3位、豪州1位)、「ラヴ・アット・ファースト・サイト」(全英2位、全米ダンスチャート1位)などのヒットが生まれた。更にカイリーがどんどん増殖するミシェル・ゴンドリー監督の「カム・イントゥ・マイ・ワールド」のMVは話題を呼んだ。
同年、同じオーストラリア出身のバズ・ラーマン監督の『ムーラン・ルージュ』にアブサンの妖精 "The Green Fairy" として登場。『サウンド・オブ・ミュージック』を歌った。
2003年、9枚目のアルバム『ボディ・ランゲージ』を発表。先行シングル「スロウ」は自身7曲目の全英1位となった。
2004年、『フィーヴァー』から最後のシングルとしてカットされていた「カム・イントゥ・マイ・ワールド」でグラミー賞 "Best Dance Recording部門" を受賞。
この年には自身のキャリアを総括したベスト・アルバム『コンプリート・ベスト』が発売された。

### 2005-2010:乳癌克服からキャリア初の北米ツアー

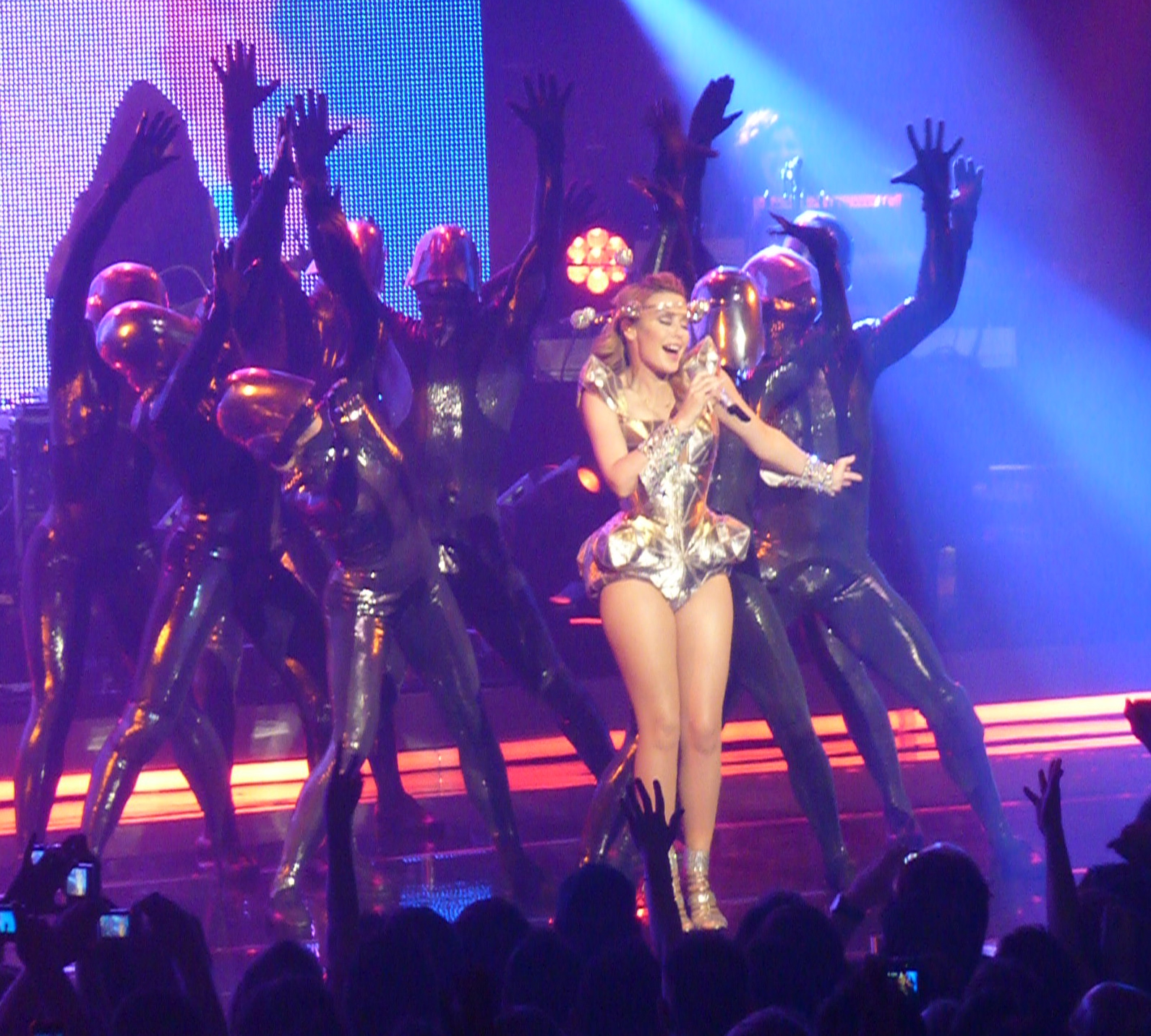
2009年の北米ツアー

2005年3月から「ショーガール：ザ・グレイテスト・ヒッツ・ツアー」を開始。
2005年5月、ツアーの最中に乳癌が発覚し、地元メルボルンでの闘病生活を強いられたものの、早期発見が幸いし、半月ほどで治療に成功した。退院後は、ガンとの闘病生活を送る子供たちを見舞うために病院を訪れるなどの活動を行った。
2006年11月、シドニーを皮切りに「ショーガール：ホームカミング・ツアー」とタイトルを変更,
全衣装や一部曲目なども変更してツアーを再開。2007年1月23日に終了。全公演完全ソールドアウト。
2007年11月には、復活作となる10枚目のアルバム『X』発売。
2007年12月 イギリスのエリザベス2世女王より、大英帝国勲章(OBE)を授与される事が決まった。
2007年12月に10年ぶりの来日。アルバムと香水のプロモーション、そして日本テレビ系『Music Lovers』でのゲストライブを行った。番組内では「熱く胸を焦がして」、「ラッキー・ラヴ」、「2・ハーツ」を歌った。

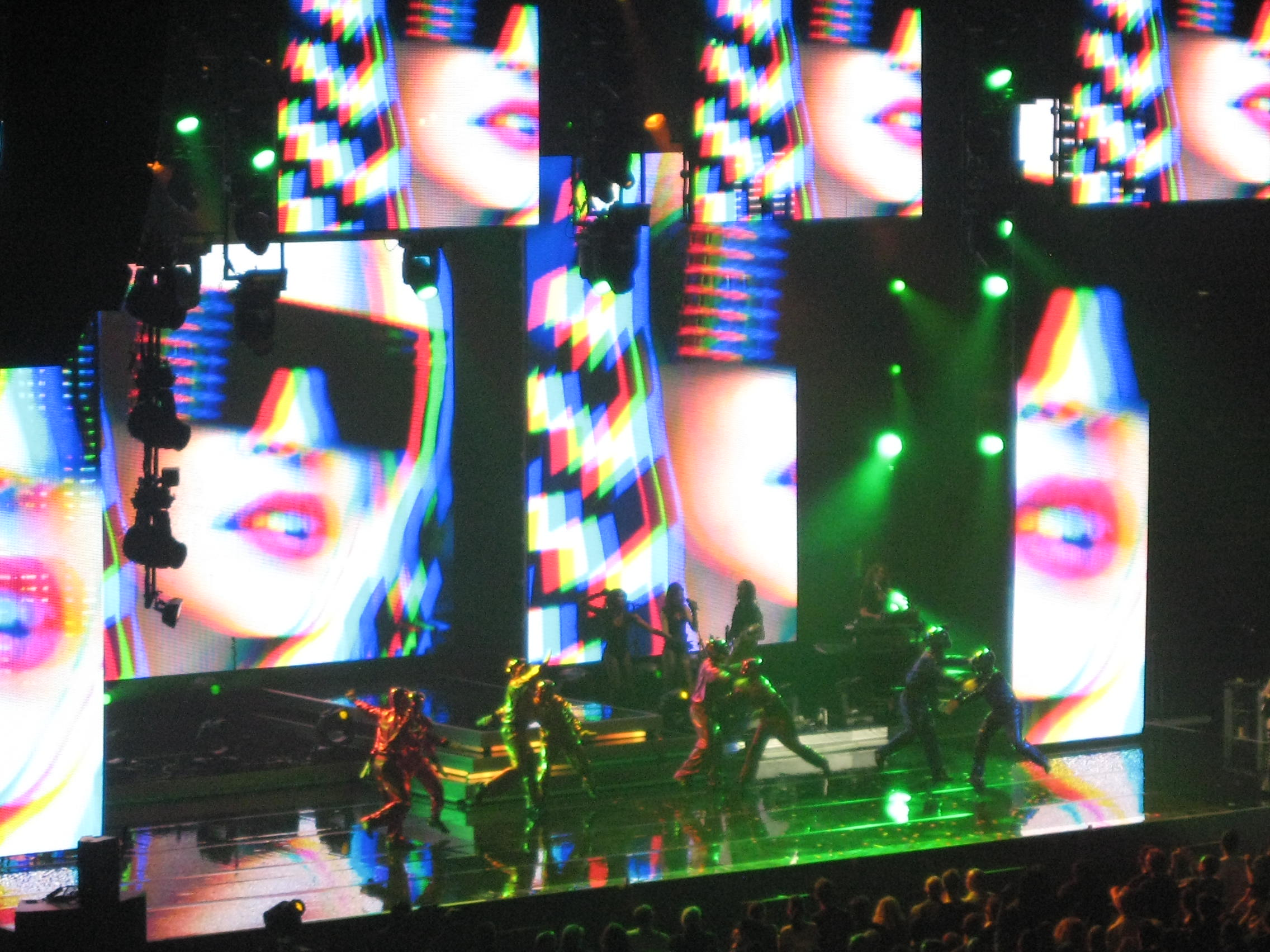
2009年の北米ツアー

2008年2月に、『SMAP×SMAP』にゲスト出演。同年4月には、アメリカでアルバム『X』が発売、USでのリードシングルには独自に「オール・アイ・シー」が選ばれ、「This Is Why I'm Hot」の大ヒットで知られるラッパーのMIMSが参加したリミックスが正式に作られる。
2008年5月 フランス・パリを皮切りに「KYLIEX2008」ツアーが開始される。
2008年7月 英国・バッキンガム宮殿にて、大英帝国勲章(OBE)を正式に授与される。
2009年9月、キャリア初の北米ツアー『For You, For Me Tour』を開始しツアーは大成功に終わる。

### 2010-2015:『アフロディーテ』、歌手デビュー25周年、初のクリスマス・アルバム

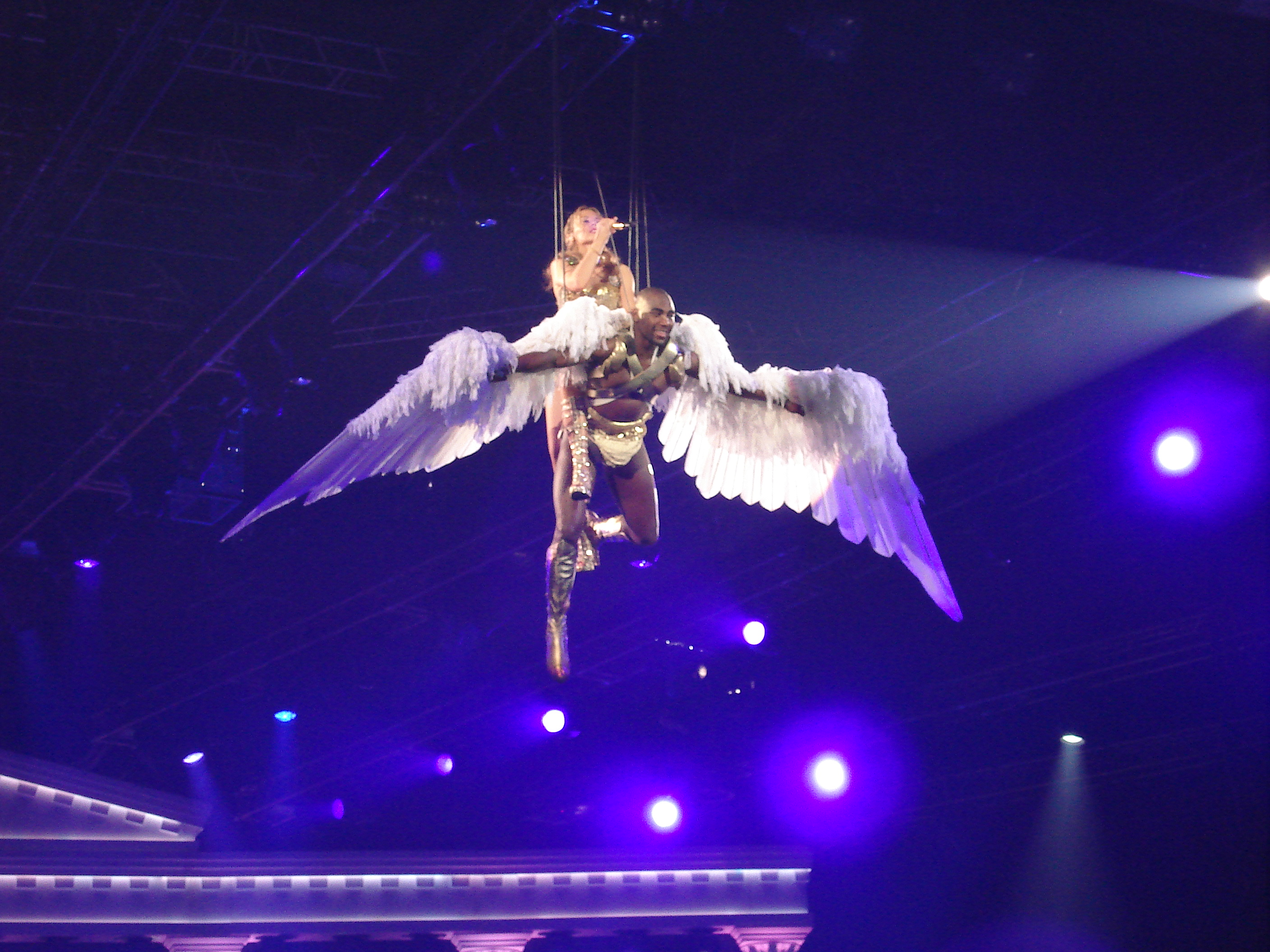
2011年

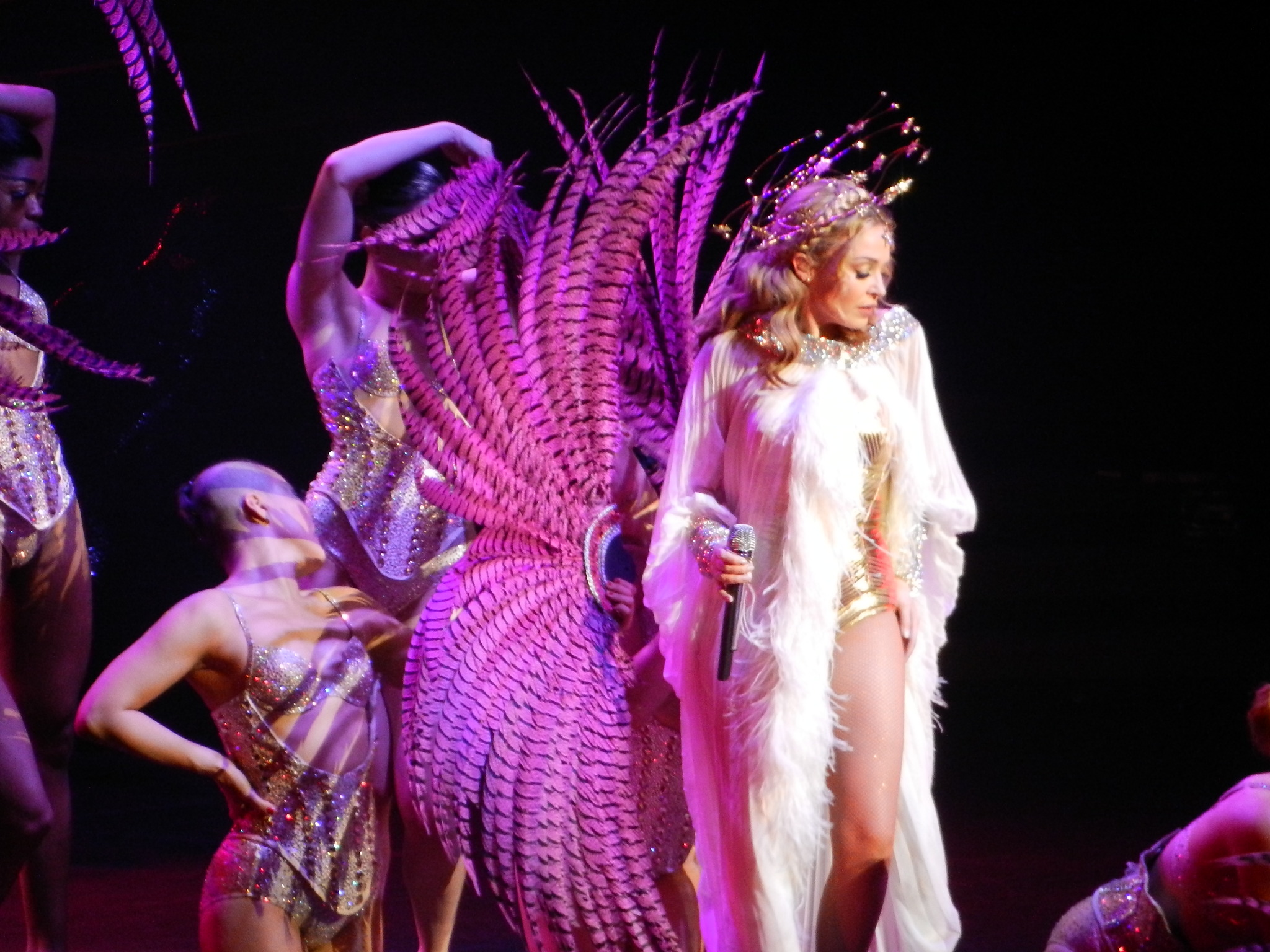
2011年

2010年7月 最新アルバム『アフロディーテ』を、2010年6月30日、世界に先駆けた日本先行リリース（EMI Music Japan）を筆頭に、主に7月初旬に全14ヵ国で相次いでリリースした。このアルバムは全英アルバムチャートで9年ぶりの首位を獲得したのみならず、全米でも『フィーヴァー』以来のTOP20入りを果たしている。
さらに『アフロディーテ』が全英1位になった事によって、カイリーはイギリスのチャートで4世代（80年代、90年代、00年代、10年代)それぞれで1位を獲得した初の女性ソロアーティストとなった。
2011年2月から「アフロディーテ・レ・フォリ・ツアー」（一部地域では「アフロディーテ・ツアー」）をスタートさせる。このツアーは全英を含むヨーロッパ、北米、アジアやアフリカなどを廻り全77公演が行われた。このツアーでは 1991年の「リズム・オブ・ラヴ・ツアー」以来20年ぶりの来日コンサートが実現し4月23日と24日に 幕張メッセ、25日に 大阪城ホールで公演を行った。
来日前の 3月11日、 東日本大震災が発生し多くのアーティストが来日公演を取りやめる中、予定通り公演が執り行われた。また、4月25日には VERBALとともに東日本大震災支援のための楽曲、「ウィー・アー・ワン」が発表された。
11月27日には彼女のこれまでのキャリアの功績が認められて、オーストラリアレコード産業協会で殿堂入りを果たした。
2012年にはデビュー25周年を迎えそれを記念して「K25」プロジェクトが発足。3月18日からはアンタイ・ツアーを開始、このツアーはB面や未発表曲、アルバム曲を中心としたコアなファン向けのセットリストとなっており、比較的小規模な会場で行われた。
5月25日、配信限定でニューシングル『タイムボム』が発表された、この曲は「K25」の一環としてリリースされた新曲で世界同時配信から4分でツイッターのワールドワイド・トレンド・トピックで1位になるなど話題を呼んだ。
10月24日、過去のヒット曲をアビイ・ロード・スタジオでフルオーケストラとともに再録音した『女神(アフロディーテ)のすべて 〜アビイ・ロード・セッションズ〜』が日本先行で発売された。

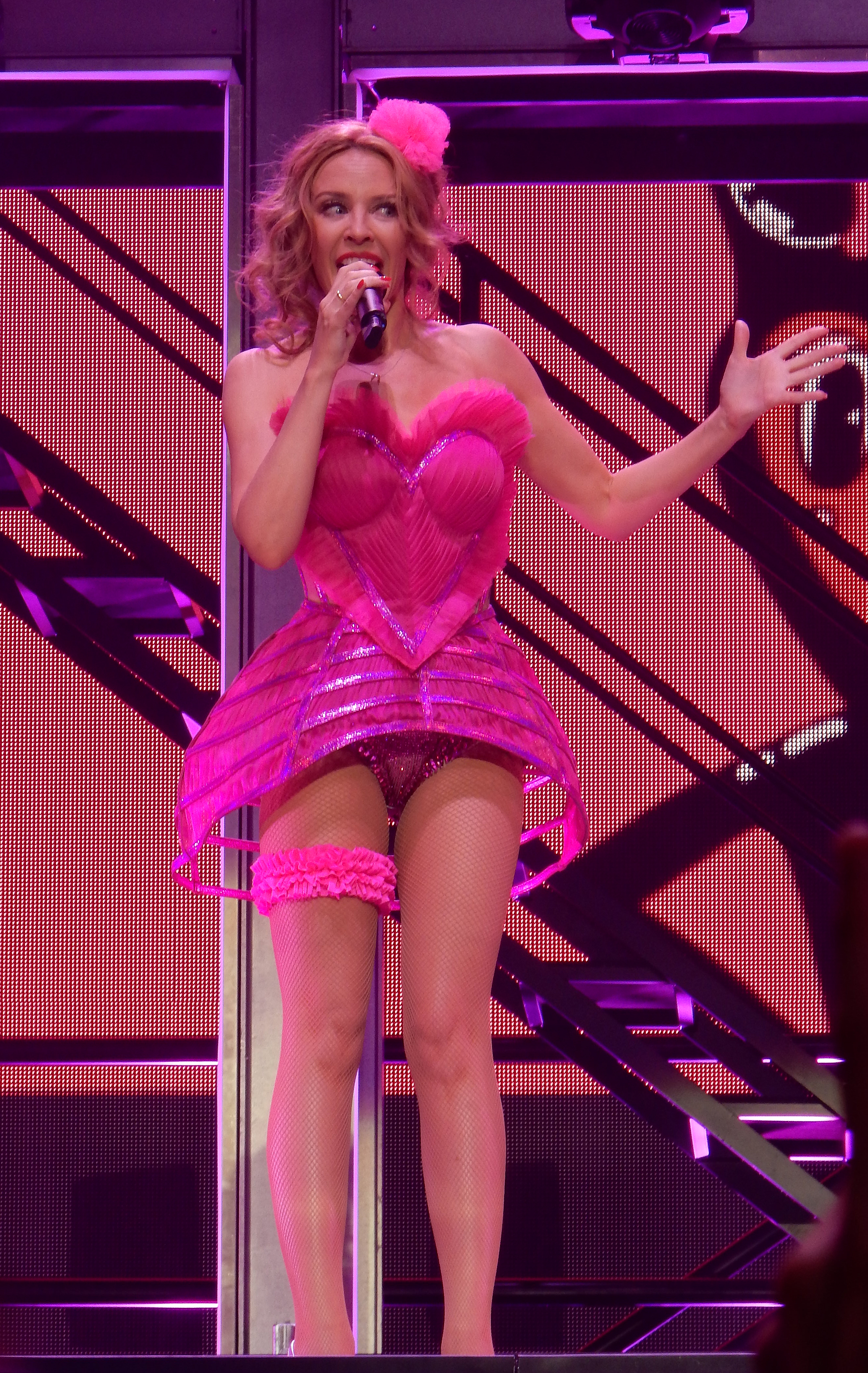
2014年

2014年1月からはBBCの人気番組『ザ・ヴォイスUK』（第３シーズン）にコーチとして出演。カイリーの出演によって番組の視聴率が大幅にアップしたことによって「カイリー効果」とよばれた。
2014年3月19日、約4年振りとなる12枚目のアルバム『キス・ミー・ワンス』を発売。
2015年11月18日、自身初となるクリスマス・アルバム『カイリー・クリスマス』を発売。

### 2016-2020: 『ゴールデン』とグラストンベリー・フェスティバル

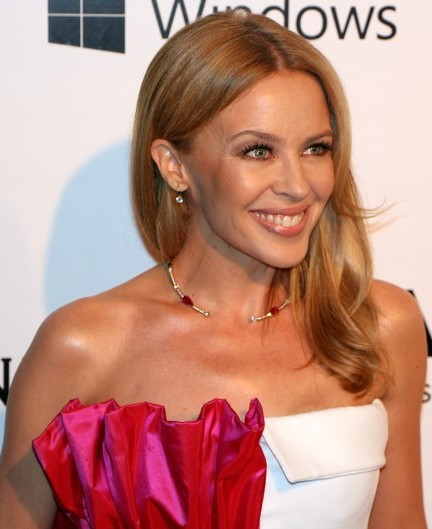
2015年

2016年2月19日、19歳年下のジョシュア・ザッセとの婚約を発表。しかし2017年2月に婚約解消を発表した。
同年にはBMG UKと新たにレコード契約を結ぶ。
2018年1月には14枚目となるアルバム『ゴールデン』を4月に発売するとのアナウンスがある。同時に新曲「ダンシング」も公開される。
アルバム『ゴールデン』は全英アルバムチャートで8年ぶりの1位を獲得したのみならず、オーストラリアでも1位を記録した。カイリーのアルバムがイギリスとオーストラリア両方の国で同時に1位を獲得するのは自身としては2001年の『フィーヴァー』以来約17年ぶりの快挙であった。
2019年6月28日、ベスト盤『ステップ・バック・イン・タイム: ザ・ディフィニティヴ・コレクション』を発売、前作『ゴールデン』に引き続き全英・全豪両方のアルバムチャートで1位を記録。
6月30日、グラストンベリー・フェスティバルにレジェンド枠として出演。
2019年12月、オーストラリア政府観光局のキャンペーンに起用。オーストラリアの観光プロモーションビデオに出演した。
グラストンベリーでのパフォーマンスの後、「ポップ・ディスコなアルバムを作りたい。パフォーマンス後に新作のレコーディングに入るつもりだ」と言及した。新作の製作は2020年のコロナ禍の中続けられた。ロックダウンの際はカイリーの自宅スタジオを使用している。所属レコード会社BMGの社長、アリスタ・ノーブリーは、カイリーがロックダウン中に速やかに作業を行うため、音楽ソフトウェア「ロジックプロ」を使ってヴォーカルの録音と編集をする方法について学んでいると、業界紙「ミュージックウィーク」で述べている。

### 2020-:『ディスコ』『テンション』と「パダム・パダム」の成功、ラスベガス常設公演

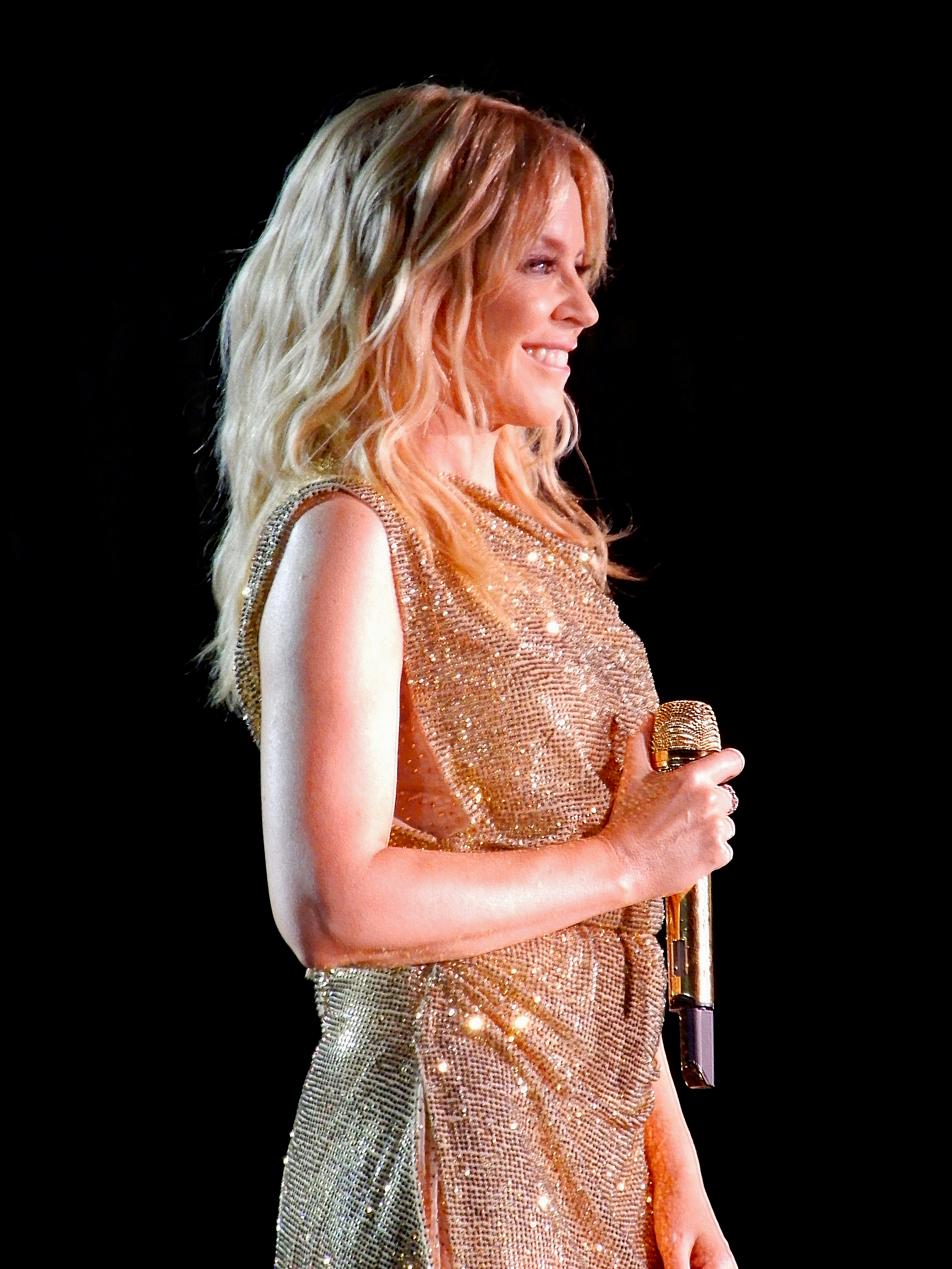
2019年

2020年7月23日、15枚目のアルバム『ディスコ』よりファーストシングルとなる「セイ・サムシング」が発表された。9月24日にはセカンドシングル「マジック」、10月23日にはプロモーションシングル「アイ・ラヴ・イット」が発表されている。『ディスコ』は2020年11月6日に発売され、イギリスのアルバムチャートで一位を獲得している。 これによりカイリーは80年代から20年代の5つの年代でナンバーワンアルバムを獲得した最初の女性ソロアーティストになった。アルバム発売の翌日には配信コンサート『インフィニット・ディスコ』を開催。
同月BBCのチャリティー番組「Children in Need's」にチャリティーシングル「ストップ・クライング・ユア・ハート」で出演している。
2021年10月、約30年間暮らしたイギリスから母国オーストラリアへUターン移住。家族との時間を大切にしたいという思いから母国へ居住を移した。
同年、『ディスコ』をゲスト・リスト・エディションとして再発売、イヤーズ・アンド・イヤーズのオリー・アレクサンダー、ジェシー・ウェアらとコラボレーションした新曲を追加収録した。
2023年5月、16枚目のアルバム『テンション』よりファースト・シングルの「パダム・パダム」を発表、12年ぶりにイギリスのシングルチャートのTOP10に入るなど久々にシングルでの大ヒットを記録。第66回グラミー賞では15年ぶりにノミネートされ、20年ぶりに受賞（最優秀ポップ・ダンス・レコーディング賞）。ARIAミュージック・アワードでも4部門にノミネート、その内ベスト・ポップ・リリース部門を受賞するなど高い評価を集めた。
11月、ラスベガスのベネチアンホテル内にあるヴォルテールでキャリア初の常設公演を開始。
2024年にはブリット・アワードでグローバル・アイコン賞を受賞、ヒット・メドレーを披露した。
4月17日にはアメリカの雑誌タイムが選ぶ「2024年 世界で最も影響力のある100人」に選出された。
3月7日、マドンナのThe Celebration Tour ロサンゼルス公演にサプライズゲストとして登場、マドンナとステージ上で初共演した。二人は「恋のサバイバル」とカイリーの「熱く胸を焦がして」を歌った。デュエット曲に「恋のサバイバル」を選んだのはマドンナの推薦だったとして、カイリーはその理由に「マドンナが母親を乳がんで亡くしたこと、私が乳がんを患ったこと、そして業界に生きる女性として浮き沈みを潜り抜けてきたこと」を挙げている。
10月、17枚目のオリジナル・アルバム『テンションII』が全英アルバムチャートで自身10作目の首位を獲得、コールドプレイやABBAらと並んで10作以上の全英1位獲得アルバムを保持するアーティストの一人となった。
2025年、2011年以来自己最大規模となるワールドツアーを開始し、14年ぶりの来日公演を予定。2024年11月には先駆けて極秘来日し、映画『グラディエーターII 英雄を呼ぶ声』のジャパンプレミアや『5時に夢中』へのサプライズ出演を行った。

## 人物
親日家であり、プライベートではお忍びで来日することもある。2011年の東日本大震災ではその他の海外アーティストが来日を取り止める中、予定通り来日公演を開催し、義援金を募るための復興支援曲の制作も行った。
『ストリートファイター』の主演であったジャン＝クロード・ヴァン・ダムとは男女の関係であったという。
とても穏やかでマイペースな性格として知られており、自分よりも周りの人を優先するという優しい心の持ち主でもあったが2005年の乳がん宣告を機に、自分自身を大切に自分のしたいように生きようと決めたとインタビューで語っている。

## ディスコグラフィ
チャート漢字表記一覧：イギリス(英),オーストラリア(豪),全米(米),日本(日),フランス(仏),ドイツ(独),アイルランド(愛),カナダ(加),オーストリア(墺),イタリア(伊),スペイン(西),オランダ(蘭),ベルギー(白),スウェーデン(瑞),ロシア(露),デンマーク(丁),フィンランド(芬),ハンガリー(洪),台湾(台)

### オリジナル・アルバム
- 『ラッキー・ラヴ』(1988年)
- 『エンジョイ・ユアセルフ』(1989年)
- 『リズム・オブ・ラヴ』(1990年)
- 『あなたも、M?』(1991年)
- 『カイリー・ミノーグ』(1994年)

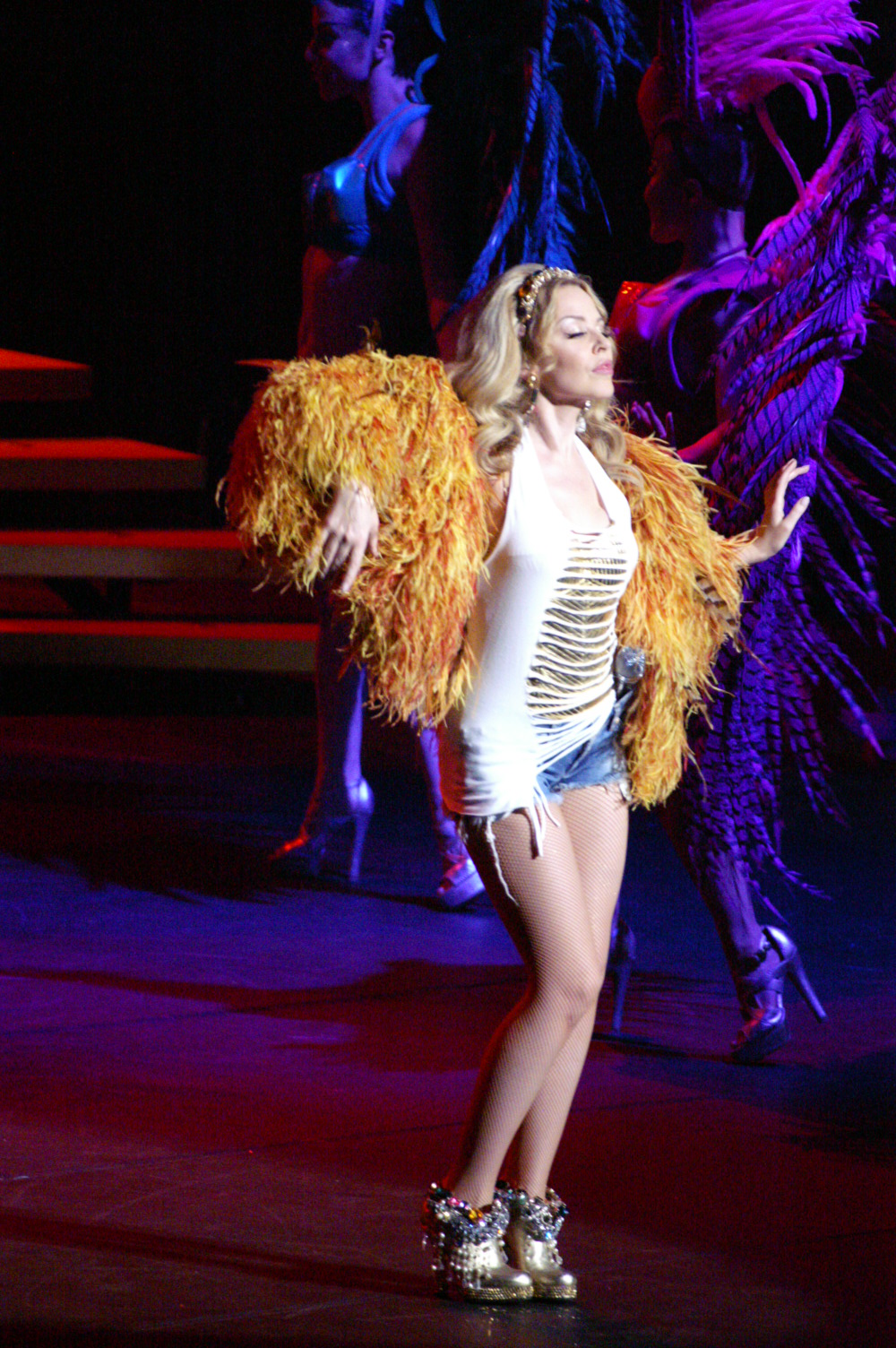
2011年

- 『インポッシブル・プリンセス』(1997年)
- 『ライト・イヤーズ』(2000年)
- 『フィーヴァー』(2001年)
- 『ボディ・ランゲージ』(2003年)
- 『X』(2007年)
- 『アフロディーテ』(2010年)
- 『キス・ミー・ワンス』(2014年)
- 『カイリー・クリスマス』(2015年)
- 『ゴールデン』(2018年)
- 『ディスコ』（2020年）
- 『テンション』（2023年）
- 『テンションII』（2024年）

### コンピレーション・アルバム (一部)
- 『グレイテスト・ヒッツ』(1992年)
- 『ヒッツ+』(2000年)
- 『カイリー・ミノーグ ベスト・コレクション』(2004年)
- 『コンプリート・ベスト』(2004年)
- 『ラヴ・カイリー〜ベスト・オブ・カイリー・ミノーグ』(2011年　来日記念盤)
- 『女神(アフロディーテ)の宝石 〜ベスト・オブ・カイリー・ミノーグ〜』 (2012年)
- 『女神(アフロディーテ)のすべて 〜アビイ・ロード・セッションズ〜』 (2012年)
- 『ステップ・バック・イン・タイム: ザ・ディフィニティヴ・コレクション』（2019年）

### ライヴ・アルバム
- 『インティミト・アンド・ライヴ』(1998年)
- 『カイリー・ザ・ライヴ! リターンズ』(2007年)
- 『インフィニット・ディスコ』(2022年)

### シングル
- 1987年
  - 「ロコモーション」(英2,豪1,日1,加1,芬1,愛1,南非1,米3,独3,仏5,蘭6,伊6)(米CLUB12位)
  - 「ラッキー・ラヴ」(英1,豪1,独1,日1,愛1,墺4,伊6,加25,米28,仏4位)(米CLUB10位)
- 1988年
  - 「恋は急がず」(英2,豪1,香1,独6,仏9位)
  - 「涙色の雨〜ジュ・ヌ・セ・パ・プークワ」(英2,豪12,香4,独14,仏15位)
  - 「愛が止まらない 〜ターン・イット・イントゥ・ラヴ〜」(日1位)
  - 「ノー・シークレット」(日4,加22,米37位)
- 1989年
  - 「いつわりのハート」(英1,豪4,愛1,香1,日2,独17,蘭19,仏8位)
  - 「いつだってラヴ・ユー」(英2,豪6,独24,仏19位)
  - 「ネヴァー・トゥー・レイト」(英4,豪14,蘭29,独45,仏26位)
- 1990年
  - 「ティアーズ・オン・マイ・ピロー」(英1,豪20,蘭19,独31位)
  - 「悪魔に抱かれて」(英4,豪4,蘭22,独24,仏13位)
  - 「ステップ・バック・イン・タイム」(英4,豪5,蘭35,独36,仏23位)
- 1991年
  - 「愛のメッセージ」(英6,豪11,独48,蘭81,仏50位)
  - 「ショック！」(英6,豪7位,仏50位)
  - 「ワード・イズ・アウト」(英16,豪10,仏50位)
  - 「さよならの行方」(英4,愛7,豪23) (キース・ワシントンとのデュエット)
- 1992年
  - 「ギヴ・ミー・ジャスト・ア・リトル・モア・タイム」(英2,南非1,豪24,独51位)[31]
  - 「ファイナー・フィーリングス」(英11,豪60位)
  - 「ホワット・カインド・オブ・フール」(英14,豪17,独81位)
  - 「セレブレーション」(英20,豪21位)
- 1994年
  - 「コンファイド・イン・ミー」(英2,豪1,日5,蘭38,独50,仏10位)(米CLUB 39位)[31]
  - 「プット・ユアセルフ・イン・マイ・プレイス」(英11,豪11,独87位)
- 1995年
  - 「ホエア・イズ・ザ・フィーリング」(英16,豪31位)
- 1997年
  - 「サム・カインド・オブ・ブリス」(英22,豪27,洪3,伊17,露20位)
  - 「ディド・イット・アゲイン」(英14,豪14位)
- 1998年
  - 「ブリーズ」(英14,豪23,露3位)
  - 「カウボーイ・スタイル」(豪39位)
- 2000年
  - 「スピニング・アラウンド」(英1,豪1,伊13,蘭30,独62,仏28位)
  - 「オン・ア・ナイト・ライク・ディス」(英2,豪1,露27,蘭64,独72,仏69位)
  - 「プリーズ・ステイ」(英10,豪15,蘭50位)
- 2001年
  - 「ユア・ディスコ・ニーズ・ユー」(豪20,独31,蘭50,仏31位)
  - 「バタフライ」(米CLUB 14位)
  - 「熱く胸を焦がして」(英1,豪1,独1,伊1,仏1,蘭1,愛1,墺1,西1,瑞1,白1,丁1,米7位)(米CLUB 1位)
- 2002年
  - 「イン・ユア・アイズ」(英3,豪1,愛6,伊7,西7,独18,蘭14,仏24位)
  - 「ラヴ・アット・ファースト・サイト」(英2,豪3,加5,西7,愛7,伊8,蘭15,独16,米23,仏33位)(米CLUB 1位)
  - 「カム・イントゥ・マイ・ワールド」(英8,豪4,伊13,蘭35,独47,米91位)(米CLUB 20位)
- 2003年
  - 「スロウ」(英1,豪1,西1,丁1,伊6,加6,独8,蘭8,露20,洪4,米91位)(米CLUB 1位)
- 2004年
  - 「レッド・ブラッディッド・ウーマン」(英5,豪4,露4,愛9,伊10,独16,蘭16,仏33位)
  - 「チョコレート」(英6,豪14,露7,伊14,独43,仏69位)
  - 「アイ・ビリーヴ・イン・ユー」(英2,墺4,西5,豪6,蘭10,丁2,独12位)(米CLUB 3位)
- 2005年
  - 「ギヴィング・ユー・アップ」(英6,豪8,西6,独27,蘭34位)
- 2007年
  - 「2・ハーツ」(英4,豪1,西1,伊2,独13,仏15位)
- 2008年
  - 「ワウ」(英5,豪11,仏15位)(米CLUB 19位)
  - 「イン・マイ・アームズ」(英10,豪35,独8,蘭20,伊20,仏10位)
  - 「オール・アイ・シー」(加81位)(米CLUB 3位)
  - 「ザ・ワン」(英36,露61位)
- 2010年
  - 「オール・ザ・ラヴァーズ」(英3,仏3,伯4,墺5,西6,愛6,伊6,独10,豪13,洪2,露14位)(米CLUB 1位)
  - 「ゲット・アウタ・マイ・ウェイ」(英12,白5,西11位)(米CLUB 1位)
  - 「ベター・ザン・トゥデイ」(英32,豪55,仏63位)(米CLUB 1位)
- 2011年
  - 「ハンズ・アップ (愛を感じて)」(英93,豪50,墺38,白36位)(米CLUB 1位)
- 2012年
  - 「タイムボム」(英31,豪12位)(米CLUB 1位) (配信限定リリース
  - 「フラワー」(英96位)
- 2013年
  - 「スカート」(米CLUB 1位) (Beatportのみの配信限定リリース)
- 2014年
  - 「イントゥ・ザ・ブルー」(米CLUB 1位)
  - 「アイ・ワズ・ゴナ・キャンセル」
  - 「クリスタライズ」(チャリティー・シングルとして発表)
- 2015年
  - 「オンリー・ユー」（ジェームズ・コーデンとのデュエット）
  - 「100ディグリーズ」（ダニー・ミノーグとのデュエット）
  - 「エブリ・デイズ・ライク・クリスマス」
- 2016年
  - 「アット・クリスマス」
  - 「ワンダフル・クリスマスタイム」（ミーカとのデュエット）
- 2018年
  - 「ダンシング」(米CLUB 1位)
  - 「ストップ・ミー・フロム・フォーリング」
  - 「ゴールデン」
  - 「ア・ライフタイム・トゥ・リペア」
  - 「ミュージックズ・トゥ・サッド・ウィズアウト・ユー」（ジャック・サヴォレッティ（英語版）とのデュエット）
  - 「シンシアリー・ユアーズ」
- 2019年
  - 「ニューヨーク・シティ」
- 2020年
  - 「セイ・サムシング」（英82位）
  - 「マジック」
  - 「リアル・グルーヴ」
- 2021年
  - 「ア・セカンド・トゥ・ミッドナイト」（イヤーズ・アンド・イヤーズとのデュエット）
  - 「キス・オブ・ライフ」（ジェシー・ウェアとのデュエット）
- 2022年
  - 「キャント・ストップ・ライティング・ソングス・アバウト・ユー」（グロリア・ゲイナーとのデュエット）
- 2023年
  - 「パダム・パダム」(英8,豪19,蘭7位)
  - 「テンション」(英19,豪46位)
  - 「ホールド・オン・トゥ・ナウ」

#### コラボレーション・シングル
- 1988年
  - 「エスペシャリー・フォー・ユー」(英1,豪2,香1,蘭6,独10,仏3位) （ジェイソン・ドノヴァンとのデュエット）
- 1989年
  - 「ドゥ・ゼイ・ノウ・イッツ・クリスマス」(英1位) （バンド・エイドIIの一員として参加) (チャリティー・シングル）
- 1991年
  - 「キープ・オン・パンピン・イット」(英49位) （ヴィジョンマスターズ＆トニー・キングのフィーチャリング・アーティストとして参加）
- 1995年
  - 「野薔薇」(英11,豪2,独12,墺4位) （ニック・ケイヴとのデュエット）
- 1998年
  - 「GBI (German Bold Italic)」(日20,豪50,英63位) （テイ・トウワとのコラボレーション）
- 2000年
  - 「キッズ」(英2,豪14,蘭24,愛5,独47位) （ロビー・ウィリアムズとのデュエット）
- 2005年
  - 「SOMETIME SAMURAI」（テイ・トウワとのコラボレーション）
- 2008年
  - 「Lhuna」（コールドプレイとのコラボレーション、チャリティー・シングルとして発表）
- 2010年
  - 「エヴリバディ・ハーツ」 (英1,愛1位) （Helping Haitiの一員として参加）（ハイチ大地震のチャリティー・シングルとして発表）
  - 「ハイアー」(英8,米24,独3,仏7,加13位) (米CLUB 1位)（タイオ・クルーズのフィーチャリング・アーティストとして参加）
- 2011年
  - 「We Are One」（m-floのメンバーであるVERBALとのコラボレーション。東日本大震災への支援の一環としてYouTubeにて発表)
- 2013年
  - 「ホイッスル」（ムームとのコラボレーション）
  - 「リンピド」（ラウラ・パウジーニとのデュエット）
- 2014年
  - 「ライト・ヒア・ライト・ナウ」（ジョルジオ・モロダーとのコラボレーション）
- 2015年
  - 「ザ・アザー・ボーイズ」（ナーヴォのフィーチャリング・アーティストとしてジェイク・シアーズ、ナイル・ロジャースとともに参加）
- 2023年
  - 「テン・アウト・オブ・テン」（オリバー・ヘルデンスとのコラボレーション）

### DVD
- 「グレイテスト・ヒッツ・ライブ〜イン・シドニー」(2001年)
- 「フィーヴァー2002 ライヴ・イン・マンチェスター」(2002年)
- 「ボディ・ランゲージ・ライヴ」(2004年)
- 「コンプリート・ベスト DVD」(2004年)
- 「ショウガール - ザ・グレイテスト・ヒッツ・ツアー 2005」(2005年)
- 「ホワイト・ダイアモンド/ホームカミング」(2007年)
- 「Kylie X 2008」(2008年)
- 「アフロディーテ・レ・フォリ　-ライヴ・イン・ロンドン-」(2011年)(ライヴ音源を収録したCD2枚組が同梱されている)
- 「キス・ミー・ワンス・ライヴ」(2015年)(ライヴ音源を収録したCD2枚組が同梱されている)
- 「ゴールデン:ライヴ・イン・コンサート」(2019年)

### Blu-ray
- 「Kylie X 2008」(2008年)
- 「アフロディーテ・レ・フォリ　-ライヴ・イン・ロンドン-」(2011年)
- 「キス・ミー・ワンス・ライヴ」(2015年)(ライヴ音源を収録したCD2枚組が同梱されている)

## 受賞歴
| 賞                       | 年度   | 部門                                  | 対象                           |
| ------------------------ | ------ | ------------------------------------- | ------------------------------ |
| 日本ゴールドディスク大賞 | 1989年 | THE GRAND PRIX NEW ARTIST OF THE YEAR | ラッキー・ラヴ                 |
| 日本ゴールドディスク大賞 | 1989年 | THE GRAND PRIX SINGLE OF THE YEAR     | ラッキー・ラヴ                 |
| ブリット・アワード       | 2002年 | 最優秀国際アルバム                    | フィーヴァー                   |
| ブリット・アワード       | 2002年 | 最優秀国際女性                        | カイリー・ミノーグ             |
| ブリット・アワード       | 2008年 | 国際女性ソロアーティスト              | カイリー・ミノーグ             |
| ブリット・アワード       | 2024年 | グローバル・アイコン賞                | カイリー・ミノーグ             |
| MTV VMA                  | 1998年 | 国際視聴者投票賞（オーストラリア）    | ディド・イット・アゲイン       |
| MTV VMA                  | 2002年 | 最優秀振付賞                          | 熱く胸を焦がして               |
| MTV EMA                  | 2002年 | 最優秀ポップ歌手賞                    | カイリー・ミノーグ             |
| MTV EMA                  | 2002年 | 最優秀ダンス歌手賞                    | カイリー・ミノーグ             |
| グラミー賞               | 2004年 | ベストダンスレコーディング            | カム・イントゥ・マイ・ワールド |
| グラミー賞               | 2024年 | 最優秀ポップ・ダンス・レコーディング  | パダム・パダム                 |

## 日本でのテレビ出演
- 夜のヒットスタジオDELUXE（1988年11月2日、1989年8月9日、フジテレビ）※スタジオ生出演
- SMAP×SMAP（2008年2月11日、フジテレビ系）※トーク&パフォーマンス
- 5時に夢中!（2024年11月6日、TOKYO MX）[27][32]

## 日本公演
1988年に第19回世界歌謡祭出場のため初来日が予定されていたが、諸事情により中止が決定された。
- 1989年 MEGA DISCO in DREAM '89 with デッド・オア・アライヴ、シニータ

10月2日 名古屋レインボーホール、6日 東京ドーム、7日,8日 大阪城ホール
- 1991年 Rhythm of Love Tour

3月3日:東京ベイNKホール 3月6日:横浜アリーナ、3月8日:名古屋市公会堂、3月10日:神戸ワールド記念ホール
- 2011年 APHRODITE LIVE 2011[33]

4月23日・24日 幕張メッセイベントホール、25日 大阪城ホール
- 2025年 TENSION TOUR 2015[34]

3月12日 有明アリーナ

## ゲーム
- ストリートファイター ザ・ムービー（1995年、アーケードゲーム） - キャミィ 役
- ストリートファイター リアルバトル オン フィルム（1995年、セガサターン・プレイステーション） - キャミィ 役
- Kylie Sing and Dance（2012年、Wii用欧州向けソフト）

## 映画
- 「恋に走って」(1989年・オーストラリア）　- 主演・ローラ役
- 「ストリートファイター」（ 1994年・アメリカ） - キャミィ 役
- 「バイオドーム」 （1996年・アメリカ） - Dr.Petra役
- 「Cut カット」 （2000年・オーストラリア）　- ヒラリー・ジェイコブス役
- 「Sample People」 （2000年・オーストラリア） - 主演・ジェス役
- 「ムーラン・ルージュ」（ 2001年・アメリカ） - アブサンの妖精 "The Green Fairy"役
- 「The Magic Roundabout」(2006年・イギリス）　- 主演・Margote/Florence役
- 「ホワイト ダイヤモンド: カイリー ミノーグのパーソナル ポートレート」（ 2007年・オーストラリア　ドキュメンタリー映画）
- 「ブルー」（2009年・インド） - カメオ 特別出演
- 「ジャック・アンド・ダイアン」 （2012年・アメリカ） - タラ役
- 「ホーリー・モーターズ」（ 2012年・フランス、ドイツ） - ジーン/エバー 役
- 「バックコーラスの歌姫たち」 （2013年・アメリカ）
- 「20,000 Days on Earth」（2014年・イギリス） - カメオ出演
- 「カリフォルニア・ダウン」（2015年・アメリカ） - ベス・リディック 役
- 「ノエル クリスマスに生まれた奇跡」（2015年・イギリス） - 特別出演
- 「Swinging Safari」(2018年・オーストラリア）　- 主演・Kaye Hall役
- 「バック・トゥ・ザ・アウトバック 〜めざせ! 母なる大地〜」（2021年・アメリカ） - 主演・スーザン役

## ドラマ・テレビ
- 「ザ・サリヴァンス」（1979年 - 1982年・オーストラリア）
- 「ヘンダーソンキッズ」（1985年 - 1987年・オーストラリア）
- 「フェイム＆ミスフォーチュン」（1986年 - 1989年・オーストラリア）
- 「ネイバーズ」（1986年 -1988年・オーストラリア）
- 「キャス＆キム」（2002年 - 2005年・オーストラリア）
- 「The Kylie Show」（2007年・イギリス）
- 「Playhouse Presents」（2012年 - 放映中・イギリス）
- 「ヤング&ハングリー」（2014年 - 2018年・アメリカ）
- 「ギャラヴァント」（2015年 - 2016年・イギリス）
- 「リアルストーリーズ」（2018年 - 放映中・イギリス）
- 「Kylie Secret Night」（2019年クリスマス番組・イギリス）
- 「Vicar of Dibley:Inside Out」（2021年 - 放映中・イギリス）
- 「ザ・レジデンス」（2025年 - 放映中・アメリカ）